# 손철주 (1954년)
손철주(孫哲柱, 1954년~ )는 대한민국의 미술평론가이다. 대구 출신이며, 2017년 현재 출판사 학고재의 주간이다.

## 경력
국민일보 기자 출신이며, 신문사에서 미술 담당 기자로 오랫동안 국내외 미술 현장을 취재했다. 국민일보 문화부 부장과 동아닷컴 인터넷취재본부 본부장으로 일했다.
1997년 미술 교양서 《그림 아는 만큼 보인다》를 세상에 내면서 평론가로 데뷔했다. 이 책은 미술교양서 최고의 스테디셀러로 평가받는다. 유려한 문체로 전통미술 이해를 돕는다.

## 저서
- 《흥, 손철주의 음악이 있는 옛 그림 강의》(김영사, 2016)
- 《사람 보는 눈》(현암사, 2013) : 조선일보에 2012년 3월부터 2013년 6월까지 연재한 〈손철주의 옛 그림 옛사람〉을 바탕으로 펴낸 책이다.[6]
- 《다, 그림이다》(이봄, 2011) 이주은과 공저
- 《옛 그림 보면 옛 생각 난다》(현암사, 2011)
- 《꽃 피는 삶에 홀리다》(생각의나무, 2009)
- 《그림 보는 만큼 보인다》(생각의나무, 2006)
- 《그림 아는 만큼 보인다》(효형출판, 1998)